# Gwara chodzka

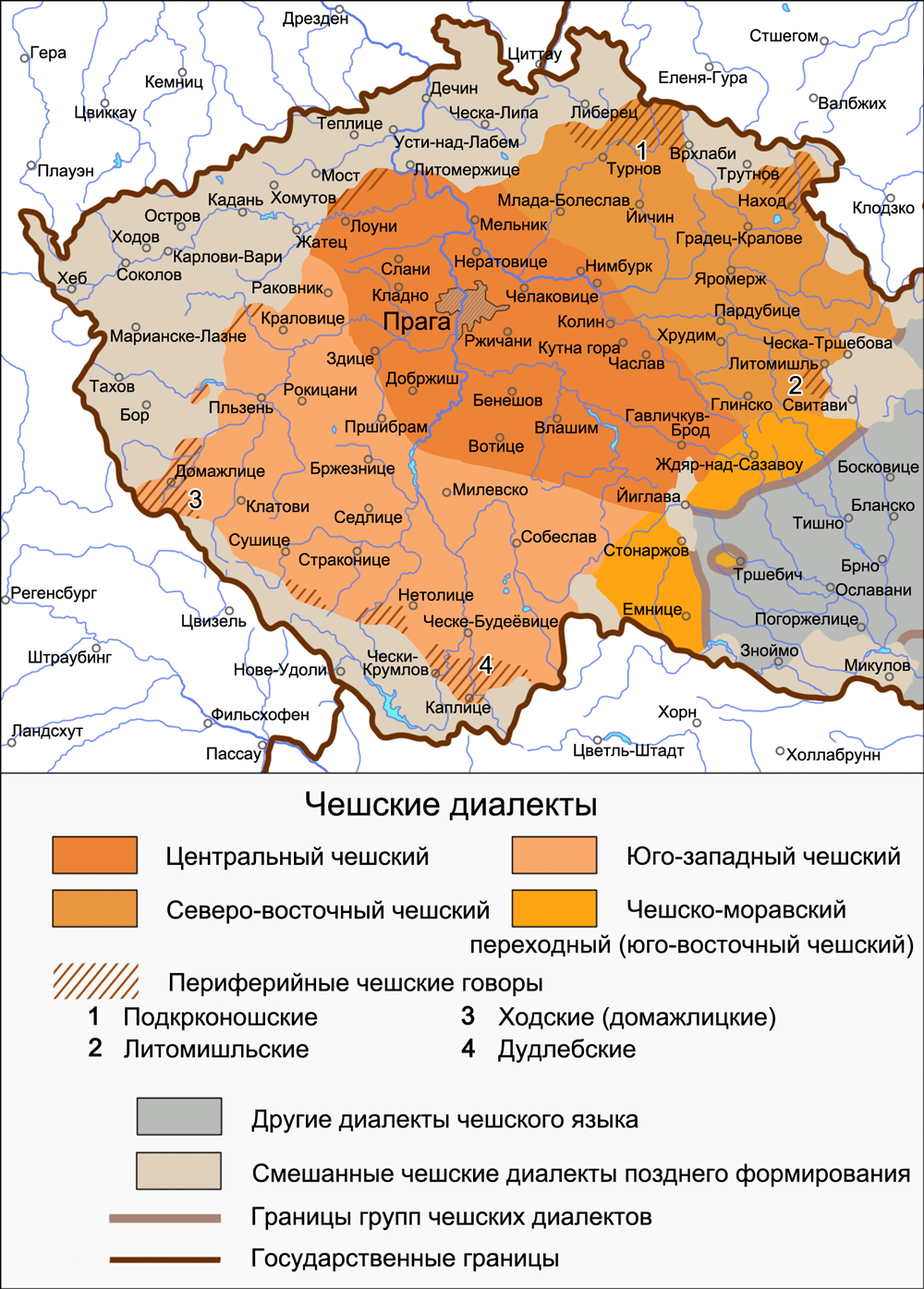
Gwara chodzka (oznaczona numerem 3) na mapie dialektów czeskich właściwych.

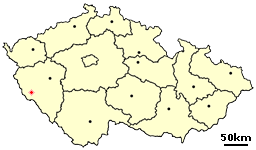
Położenie Domažlic w Czechach

Gwara Chodów lub gwara chodzka (cz. chodské nářečí) – gwara czeska należąca do gwar zachodnioczeskich, jednak wyróżniająca się wieloma archaizmami. Używana jest w regionie o nazwie Chodsko w południowo-zachodnich Czechach, wokół miasta Domažlice. Użytkownicy tej gwary są tradycyjnie nazywane Chodami (cz. Chodové). Gwara chodzka należy do najlepiej zachowanych gwar regionalnych w Republice Czeskiej.

## Cechy językowe
- Głoska d przechodzi między samogłoskami w r: dědek > děrek, „stary człowiek”[3].
- Protetyczne h przed niektórymi samogłoskami, zwłaszcza przed u-: huž (lit. cz. už ‘już’), hukázat (lit. cz. ukázat, ‘pokazywać’)[3]. W przeszłości proteza pojawiała się również przed głoskami ň, ř i r[4].
- Nietypowe przegłosy: smíl se (lit. cz. smál se, ‘śmiał się’)[4].
- Długie samogłoski zamiast krótkich w zaimkach dzierżawczych: naše > náše, vaše > váše[4] oraz w bezokolicznikach: volat > volát „zawołać”[3].
- Głoska k zamiast g w zapożyczeniach: telegram > telekram[3].
- Do XIX wieku formy czasu przeszłego czasownika být, ‘być’ brzmiały: bul, bula, wobec ogólnoczeskich byl, byla, co zaowocowało nazwaniem Chodów przydomkiem Buláci[5], a ich gwary bulačina[4]. Obecnie formy typu bul są rzadko spotykane[5], chociaż samogłoska w tych formach jest często redukowana lub opuszczana[4].
- Przymiotniki dzierżawcze typu lit. otcův, matčin ‘ojcowy, matczyny’ mają tylko jedną formę: otcovo, matčino, niezależnie od przypadku, rodzaju czy liczby[4], podobnie jak w pozostałych gwarach zachodnioczeskich[2].
- Końcówka nazywająca członków rodziny to w gwarze chodzkiej -ouc: Novákouc, por. lit. cz. Novákovi lub Novákovic ‘Nowakowie’[4].
- Wszystkie rzeczowniki w celowniku liczby mnogiej mają końcówkę -om, w przeciwieństwie do lit. cz. -ům lub -ám>[4].
- Grupa kd w zaimkach i przysłówkach typu lit. cz. kdo, když, kde jest realizowany jako hd: hdo, hdyž, hde[3].
- Resztki rozróżnienia i – y i niezdyftongizowanego ú[2].
- Dyftong ej, pochodzący z aj lub ý przeszedł dalej w ij: hou̯terij, neuťikij[2].

## Przykładowy tekst
Viděli ste lidi něhdy škálníka?

Dyj prý lidem hukázal se tůlika.

Vyletí von vod Kodova ze škály,

tak jako hdyž pometlo se zapálí

Do stavení komínem pak vlítne vám,

smetanu ha máslo slízne ha ten tam.

Mlsounom je hu nás dobře, panděto,

Hdo snid máslo, na škalníka svede to.